# 이언경의 직언직설
이언경의 직언직설은 대한민국에서 월~금 오후 3시 ~ 4시 30분에 텔레비전으로 방송하였던 채널A의 시사 프로그램이다. 이남희이 진행하고 있다.

## 방송시간
- 2013년 : 3시 20분 ~ 4시 30분
- 2014년 : 2시 40분 ~ 3시 55분
- 2015년 초반 ~ 8월 초 : 3시 ~ 4시 20분
- 2015년 8월 ~ : 3시 ~ 4시 30분
- 2016년 2월 ~ : 2시 30분 ~ 3시

## 채널A의 뉴스 프로그램
- 굿모닝! 채널A
- 신문으로 보는 세상
- 채널A 12시 뉴스
- 스포츠 베토벤
- 뉴스A

## 동시간대 경쟁 프로그램
- 뉴스파이터 (매일방송)
- JTBC 뉴스현장 (JTBC)
- 윤슬기의 시사Q (TV조선)